# Jiangbei (Automarke)
Jiangbei war eine Automarke aus der Volksrepublik China.

## Markengeschichte
Jiangbei Machinery Works aus Jilin präsentierte bereits 1986 ein Automobil dieser Marke. Erst 1992 wurde der Markenname für Serienfahrzeuge verwendet. Als das Unternehmen 2002 fusionierte, endete die Verwendung dieses Markennamens.

## Fahrzeuge
1986 wurde der JJ 710 vorgestellt. Er entsprach dem Fiat 126 von Polski Fiat. Die Produktion kam vermutlich nicht zustande. 1992 folgte der JJ 7080. Dies war eine Lizenzfertigung des Suzuki Alto. Eine andere Quelle gibt an, dass die Produktion von November 1992 bis 1999 lief, dann pausierte, und nur für das Jahr 2002 wieder aufgenommen wurde.